# Jan De Vries (Historiker)
Jan De Vries (* 14. November 1943 in den Niederlanden) ist ein US-amerikanischer Wirtschaftshistoriker. Er ist Professor an der University of California, Berkeley.

## Leben
De Vries lebt seit seiner Jugend in den USA und ist US-amerikanischer Staatsbürger. Er erwarb seinen Bachelor-Abschluss an der Columbia University und wurde 1970 an der Yale University promoviert. Seit 1977 ist er Professor für Geschichte und seit 1982 zusätzlich für Wirtschaft in Berkeley.
Er befasst sich insbesondere mit Wirtschaftsgeschichte der Niederlande in der frühen Neuzeit, worüber er mit Ad van der Woude ein Standardwerk schrieb. Außerdem befasste er sich mit der Urbanisierung, Klima- und Umweltgeschichte, Demographie, Geschichte des Arbeitsmarkts und Kunstmarkts in der frühen Neuzeit.
2000 erhielt er den A.H.-Heineken-Preis für Geschichte. 1991 bis 1993 war er Präsident der Economic History Association und er ist Herausgeber des Journal of Economic History.
Er ist auswärtiges Mitglied der Königlich Niederländischen Akademie der Wissenschaften, der British Academy, Mitglied der American Academy of Arts and Sciences, der American Philosophical Society und der Maatschappij der Nederlandse Letterkunde.

## Schriften

### Bücher
- The Industrious Revolution: Consumer Demand and the Household Economy, 1650 to the Present, Cambridge University Press 2008 (erhielt den Georgy Ranki Prize)
- The Dutch Rural Economy in the Golden Age, 1500-1700, Yale University Press, 1974
- The Economy of Europe in an Age of Crisis, 1600-1750, Cambridge University Press, 1976
- Barges and Capitalism: Passenger Transportation in the Dutch Economy, 1632-1839, A.A.G. Bijdragen no. 21; Wageningen, 1978, Amsterdam University Press, 2006
- European Urbanization, 1500-1800, London, Methuen, Cambridge, Mass., Harvard University Press, 1984
- mit A.M. van der Woude: The First Modern Economy. Success, Failure, and Perseverance of the Dutch Economy from 1500 to 1815, Cambridge University Press, 1997 (erhielt den Georgy Ranki Prize)
- Herausgeber mit A. van der Woude, Akira Hayami: Urbanization in History, Oxford University Press 1990
- Herausgeber mit David Freedberg: Art in History, History in Art: Studies in Seventeenth Century Dutch Culture, University of Chicago Press, 1991

### Aufsätze und Buchbeiträge
- How Did Pre-Industrial Labor Markets Function ?, in George Grantham, Mary MacKinnen, eds., The Evolution of Labour Markets (London, Routledge, 1994), S. 39–63.
- Population, in: Thomas A. Brady, Heiko A. Oberman, James Tracy, eds., Handbook of European History, 1400-1600, Vol. 1, (Leiden, E.J. Brill, 1994), S. 1–50.
- The Industrial Revolution and the Industrious Revolution, Journal of Economic History 54 (1994), S. 249–270.
- Great Expectations: History and the Social Sciences, Early Modern History and the Social Sciences, Review 22 (1999), S. 121–149.
- Dutch Economic Growth in Comparative Historical Perspective, 1500-2000, De Economist, 148 (2000), S. 443–467.
- Economic Growth before and after the Industrial Revolution: a modest proposal, in Maarten Prak, ed., Early Modern Capitalism (London, Routledge Publishers, 2000), S. 177–94
- Connecting Europe and Asia. A Quantitative Analysis of the Cape Route Trade, 1497-1795, in: Dennis Flynn, Arturo Giraldo, Richard von Glahn, eds., Global Connections and Monetary History, 1470-1800 (London, Ashgate, 2003), S. 35–106.
- The Political Economy of Bread in the Dutch Republic, in: Oscar Gelderblom, ed., The Political Economy of the Dutch Republic (Ashgate Publishers, 2009), S. 85–114.
- The Economic Crisis of the Seventeenth Century after Fifty Years, Journal of Interdisciplinary History 40 (2009), s. 151-194.
- The Limits of Globalization in the Early Modern World, Economic History Review 63 (2010), S. 710–733.